# 尤素·恩多耶
尤素法·恩多耶（1991年7月15日—）為塞內加爾男子籃球運動員，場上位置為中鋒，最後效力於韓國籃球聯賽大邱KOGAS飛馬。

## 早年
恩多耶生於塞內加爾首都達卡，母親為前塞內加爾女籃國手，因此恩多耶從小被希望在外打籃球，但恩多耶在外都在踢足球，回家前再將身上的紅土清掉，直到17歲才專注在籃球上，2015年從聖文德大學畢業的恩多耶與邁入職業生涯最後一年的提姆·鄧肯一同訓練。

## 職業生涯
2016年7月26日，法國籃球乙級聯賽JL布爾格簽下恩多耶。2017年5月29日，法國籃球甲級聯賽JL布爾格與恩多耶簽下兩年延長合約。2019年8月18日，法國籃球甲級聯賽楠泰爾92簽下恩多耶。2020年6月24日，西班牙篮球甲级联赛皇家貝迪斯延攬恩多耶。2021年8月17日，恩多耶加盟法國籃球甲級聯賽奧爾良盧瓦雷。
2022年7月25日，韓國籃球聯賽大邱KOGAS飛馬引進恩多耶。恩多耶代表大邱KOGAS飛馬出賽27場，場均上場13分28秒，可挹注7.0分、4.9籃板。2023年1月3日，大邱KOGAS飛馬引進德文·史考特頂替恩多耶。1月6日，西班牙篮球甲级联赛格拉納達基金會簽下恩多耶。10月18日，恩多耶加盟T1聯盟臺北台新戰神，中文登錄名為「恩多」。恩多耶共代表球隊出賽21場例行賽，場均表現為18.8分、11.7籃板、1.5助攻。
2024年6月恩多耶與全国男子篮球联赛石家庄翔蓝簽約。9月24日，大邱KOGAS飛馬引進舊將恩多耶頂替休賽季與球隊續約的杜沃恩·馬克斯韋爾。

## 國家隊生涯
2019年恩多耶代表塞內加爾參加世界盃籃球賽。2021年參加非洲籃球錦標賽，最終塞內加爾獲得銅牌。2022年參加2023年世界盃籃球賽非洲區資格賽，2023年參加2024年奧運男籃資格賽非洲區預選賽。

## 外部連結
- 尤素·恩多耶的Instagram帳戶
- 尤素·恩多耶的X（前Twitter）
- 尤素·恩多耶在fiba.basketball（英语）
- 尤素·恩多耶在archive.fiba.com（存檔）（英语）
- 尤素·恩多耶在NBA G聯盟官網（英语）
- 尤素·恩多耶在西班牙篮球甲级联赛官網（球員）（西班牙语）
- 尤素·恩多耶在法國籃球甲級聯賽官網（法语）
- 尤素·恩多耶在韓國籃球聯賽官網（英语）
- 尤素·恩多耶在Basketball-Reference.com（NBA G聯盟）（英语）
- 尤素·恩多耶在Basketball-Reference.com（國際）（英语）
- 尤素·恩多耶在Sports-Reference.com（NCAA）（英语）
- 尤素·恩多耶在Eurobasket.com（球員）（英语）
- 尤素·恩多耶在Proballers（英语）
- 尤素·恩多耶在RealGM（球員）（英语）
- 尤素·恩多耶在Flashscore（英语）